# Rękawice pływackie

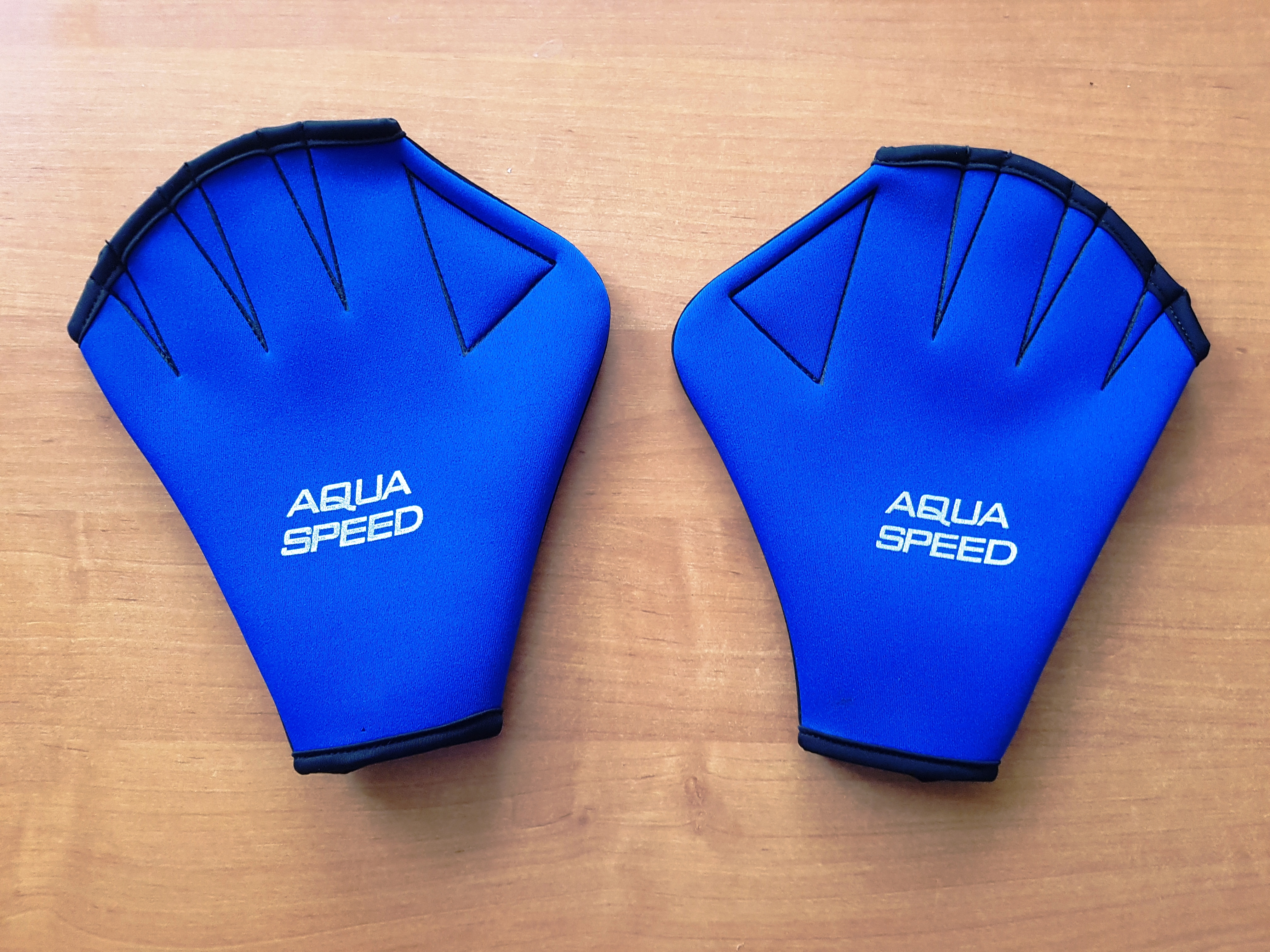
Neoprenowe rękawice pływackie

Rękawice pływackie – rękawiczki z błonami między palcami wykorzystywane do nauki pływania, służą do zwiększenia powierzchni zagarnianej wody podczas treningu; stosowane również w ćwiczeniach aqua fitnessu. Umożliwiają osiągnięcie większej prędkości w wodzie oraz intensywniejszą rozbudowę mięśni wykorzystywanych w danym stylu pływackim.
Rękawice neoprenowe mogą być też wykorzystywane w pływaniu na wodach otwartych jako ochrona przed utratą ciepła (choć nie jest to ich podstawowa funkcja).